# Saleh Salem
Abdul Rahman Saleh Salem (in arabo سالم عبد الرحمن صالح‎?; Sharjah, 4 gennaio 1993) è uno scacchista emiratino.

## Biografia
Nel 2009 è diventato il primo grande maestro degli Emirati Arabi Uniti.
Ha partecipato con la nazionale degli Emirati Arabi Uniti a quattro Olimpiadi degli scacchi dal 2008 al 2014, sempre in prima scacchiera, realizzando complessivamente il 65,8 % dei punti.
Ha vinto quattro volte (2008, 2011, 2012 e 2017) il campionato degli Emirati Arabi Uniti e tre volte (2008, 2014 e 2018) il campionato arabo.
Ha preso parte due volte alle fasi di qualificazione per il Campionato del mondo, ma in entrambi i casi è stato eliminato nel primo turno: nella Coppa del Mondo 2011 di Chanty-Mansijsk da Dmitrij Jakovenko, nella Coppa del Mondo 2013 di Tromsø da Anish Giri.
Altri risultati di rilievo:
- 2007:  vince il campionato asiatico under-14 di Al-Ain;
- 2008:  vince a Dubai il campionato arabo under-20;
- 2009:  vince a Nuova Delhi il campionato asiatico giovanile under-20;
- 2011:  vince ad Abu Dhabi la terza tappa del "Grand Prix 2011", davanti a Dimitri Komarov;
- 2013:  vince il Dubai International Blitz Tournament (91 giocatori, tra cui 23 GM);
- 2015:  vince ad al-'Ayn il Campionato asiatico individuale.

Ha raggiunto il rating FIDE più alto in novembre 2021, con 2690 punti Elo.
È stato allenato per diversi anni dal GM lettone Edvins Kengis.